# Ignosticisme
Ignosticisme is de idee dat de vraag of God bestaat, betekenisloos is, omdat de term "god" geen eenduidige definitie kent. Ignosticisme eist een goede, niet-controversiële definitie van "god" voordat de discussie zinvol kan worden gestart of hij/zij/het bestaat.
Sommige filosofen beschouwen ignosticisme als een variant van agnosticisme of atheïsme, terwijl anderen het als onderscheiden beschouwen.
De term "ignosticisme" werd in de jaren 1960 bedacht door Sherwin Wine, een rabbi en grondlegger van het humanistisch judaïsme. De term igtheïsme werd gemunt door de seculier humanist Paul Kurtz in zijn boek uit 1992 The New Skepticism.